# Чемпионат СССР по классической борьбе 1946
15-й Чемпионат СССР по классической борьбе проходил в Ростове-на-Дону с 12 по 18 июня 1946 года (легчайший, полулёгкий и полутяжёлый веса), в Киеве с 22 по 26 июня (легкий, полусредний, средний и тяжёлый веса). К соревнованиям были допущены чемпионы союзных республик с квалификацией не ниже первого разряда и борцы, получившие на участие в первенстве персональное утверждение Всесоюзного комитета по делам физической культуры и спорта. В каждой весовой категории допускалось к участию 16 человек, но фактически выступало меньше. В соревнованиях приняло участие 91 спортсмен.

## Медалисты
| Весовая категория | Золото                           | Серебро                        | Бронза                       |
| ----------------- | -------------------------------- | ------------------------------ | ---------------------------- |
| Легчайший вес     | Михаил Климачев Ростов-на-Дону   | Йоханнес Кауби Таллин          | И. Масленников Киев          |
| Полулёгкий вес    | Андрей Челидзе Москва            | Михаил Гамбаров Ростов-на-Дону | Степан Ропаев Севастополь    |
| Лёгкий вес        | Арменак Ялтырян Харьков          | Леонид Егоров Москва           | Александр Соловов Москва     |
| Полусредний вес   | Валериан Трубчанинов Киев        | Семён Марушкин Москва          | П. Коломийцев Москва         |
| Средний вес       | Григорий Ткаченко Ростов-на-Дону | Николай Белов Москва           | Владимир Крутьковский Москва |
| Полутяжёлый вес   | Шалва Чихладзе Москва            | Варгашак Мачкалян Тбилиси      | Михаил Стрижак Саратов       |
| Тяжёлый вес       | Йоханнес Коткас Таллин           | Александр Мазур Москва         | Арсен Мекокишвили Москва     |